# نیوکاسل نورت‌وست (پنسیلوانیا)
نیوکاسل نورت‌وست (به انگلیسی: New Castle Northwest) یک حوزه سرشماری در ایالات متحده آمریکا است که در شهرستان لارنس، پنسیلوانیا واقع شده‌است. نیوکاسل نورت‌وست ۱٬۴۱۳ نفر جمعیت دارد.